# Zhang Zhaodong
Zhang Zhaodong 张兆东 (cinese) (Houhongyancun, agosto 1865 – 1940) è stato un insegnante cinese.
Il suo primo nome era Zhang Zhankui (张占魁), zi Zhaodong (兆东). Famoso praticante di Xingyiquan e di Baguazhang, stili di arti marziali cinesi.

## Biografia
Zhang Zhaodong nacque nel villaggio Houhongyancun (后鸿雁村), dell'area amministrativa di Hejianxian (河间县), in provincia di Hebei. Figlio di poveri contadini non poté permettersi gli studi, perciò si diede alla pratica delle arti marziali, o Meihuaquan o Huaquan o Mizongquan, prima di iniziare la pratica dello Xingyiquan sotto la guida del celebre Liu Qilan (刘奇兰). Nel 1881 è a Pechino dove diviene amico e fratello giurato di Cheng Tinghua (程庭华), che lo presentò a Dong Haichuan che lo istruì nel Baguazhang.
All'età di 21 anni si trasferì a Tianjin e si guadagnò da vivere dimostrando le arti marziali per la strada. Divenne popolare perché spesso combatteva contro le ingiustizie. Nel 1900 venne assunto dal governo locale per catturare ladri e criminali, una sorta di detective. Durante un incendio di una porta di Tianjin si occupò di rimuovere dell'esplosivo, guadagnandosi il rispetto del governatore della città.
Negli ultimi anni della dinastia Qing fece un combattimento con un fortissimo tedesco, che aveva vinto sei medaglie nella competizione delle “sei nazioni”, battendolo.
Nel 1911, con Li Cunyi (李存义), fondò l'Associazione dei Guerrieri Cinesi di Tianjin (天津中华武士会, Tianjin Zhonghua Wushi Hui) ed iniziò ad insegnare Wushu.
Nel 1918 partecipò assieme a Li Cunyi, Han Muxia (韩慕侠), Li Jianqiu (李剑秋), Liu Jinqing (刘晋卿), Wang Junchen (王俊臣), ecc.,  alla competizione dell'Associazione Marziale delle Diecimila Nazioni (万国赛武大会, Wanguo sai wu dahui), dove raccolse la sfida di un Russo e vinse.
Sempre in quell'epoca si narra che le coste di Tianjin erano infestate di pirati e che Zhang saltò su un battello di questi criminali e sconfisse i 40 marinai a bordo.
Negli anni dal 1929 al 1934 partecipa alle più importanti manifestazioni di Guoshu.
Nel 1938 si ammala di cancro all'esofago che lo condurrà due anni più tardi alla morte.
Tra i suoi allievi più famosi compaiono:
- Wang Junchen (王俊臣)
- Liu Jinqing (刘晋卿)
- Qiu Zhihe (裘稚和)
- Li Jianqiu (李剑秋)
- Zhao Daoxin (赵道新)
- Jiang Rongqiao (姜容樵)
- Qian Shuqiao (钱树樵)
- Zhang Yuting (张雨亭)
- Wang Shujin (王樹金)